# Osiedle Świętokrzyskie (Kielce)

Dzielnice i osiedla Kielc. Nr 18 na mapie – Os. Świętokrzyskie.

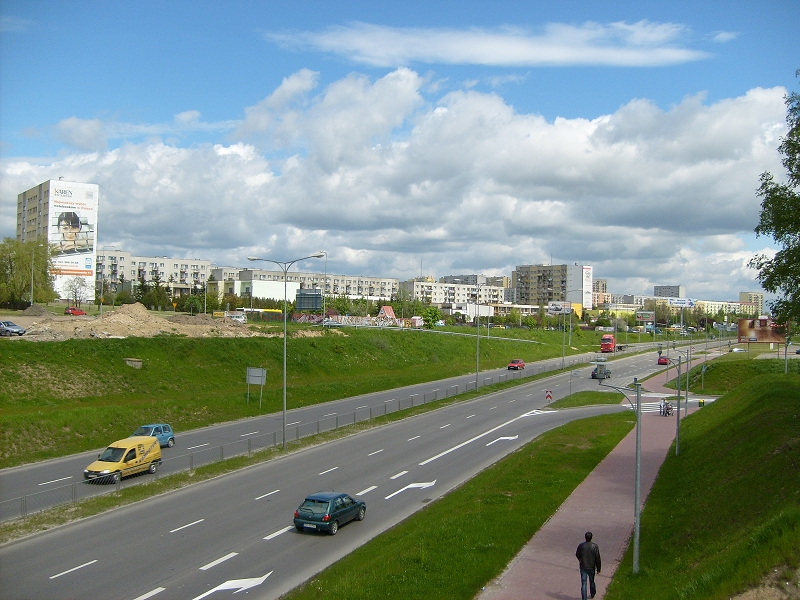
Osiedle Świętokrzyskie (południowa strona).

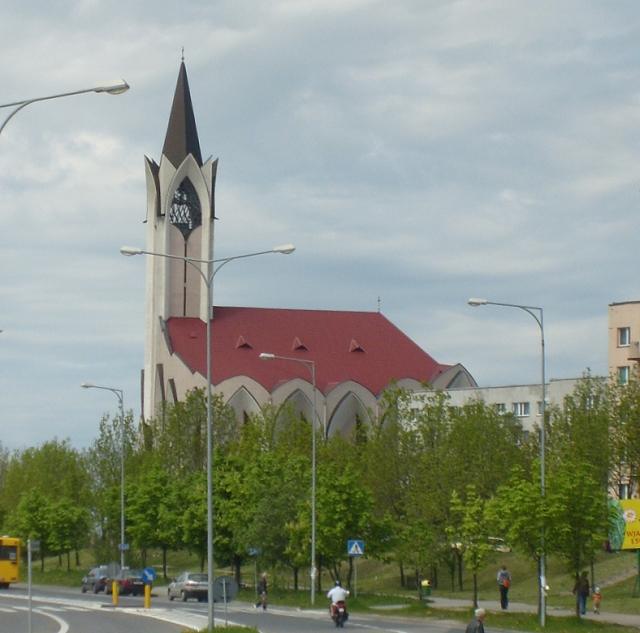
Kościół św. Jadwigi Królowej na Świętokrzyskim.

Osiedle Świętokrzyskie – osiedle położone w północno-wschodniej części Kielc. Od północy graniczy z osiedlem Na Stoku, od zachodu z osiedlem
Słoneczne Wzgórze, od południa z Nowym Folwarkiem, a od wschodu z Ogrodem Działkowym im. S. Żeromskiego. Południową oraz wschodnią granicę osiedla wyznacza droga krajowa nr 73. Świętokrzyskie wybudowano na przełomie lat 70. i 80. XX wieku.
Jest to osiedle mieszkalne zarządzane przez Spółdzielnię Mieszkaniową „Wichrowe Wzgórze”. Zabudowę stanowią bloki (czteropiętrowe i wieżowce) oraz niewielka liczba domków jednorodzinnych. Osiedle liczy 7300 mieszkańców. Świętokrzyskie jest najwyżej umiejscowionym osiedlem w Kielcach (znajduje się na wysokości ok. 340 m n.p.m.). Należy do okręgu parafii św. Jadwigi Królowej.

## Ulice i komunikacja
W skład ulic osiedla wchodzą:
- ul. Jana Nowaka-Jeziorańskiego,
- ul. Marszałka Józefa Piłsudskiego,
- ul. bp Mieczysława Jaworskiego,
- ul. Ignacego Daszyńskiego,
- Skwer św. Jadwigi Królowej.

Dojazd do osiedla autobusami komunikacji miejskiej o numerach: 5, 12, 16, 24, 30, 34, 46, 102, 104, 112, F (w soboty oraz niedziele), oraz liniami nocnymi N1 i N2.

## Ważniejsze obiekty
- Szkoła Podstawowa nr 33 im. I.J. Paderewskiego,
- Przedszkole Samorządowe Nr 5,
- Przedszkole Samorządowe Nr 40,
- Kościół św. Jadwigi Królowej,
- Przychodnia Rejonowa Nr 16,
- Przychodnia Specjalistyczna Nr 3,
- Urząd Pocztowy nr 23,
- (Przy osiedlu) Kompleks handlowy „Centrum Radomska”, w skład którego wchodzą m.in.: Auchan, OBI, Media Markt, JYSK, TelePizza, Decathlon.